# St.-Ursula-Gymnasium (Attendorn)
Das St.-Ursula-Gymnasium ist ein privates, staatlich anerkanntes Gymnasium im Stadtkern von Attendorn. Schulträger ist das Erzbistum Paderborn.

## Geschichte
Das St.-Ursula-Gymnasium in Attendorn hat eine lange Geschichte, die eng mit dem Ursulinenorden verbunden ist. Die Schule wurde 1859 von den Ursulinen als höhere Mädchenschule gegründet. Im Laufe der Zeit entwickelte sich die Schule zu einem vollwertigen Gymnasium mit einem breiten Bildungsangebot für Jungen und Mädchen (Koedukation). Das Erzbistum Paderborn ist auch Träger der St.-Ursula-Realschule.

## Schulprofil
Die Schule bietet einen bilingualen Unterricht in Biologie, Erdkunde/Geographie in Englisch an. Darüber hinaus besteht ein aktueller Sprachenbeginn der zweiten Fremdsprache neben Englisch in Französisch, Latein und Spanisch. Seit 40 Jahren pflegen die St.-Ursula-Schulen Attendorn und das Collège Champagnat im südfranzösischen L’Arbresle eine enge Partnerschaft durch einen Schüleraustausch, der zur Völkerverständigung beitragen soll.